# Zand-Dynastie

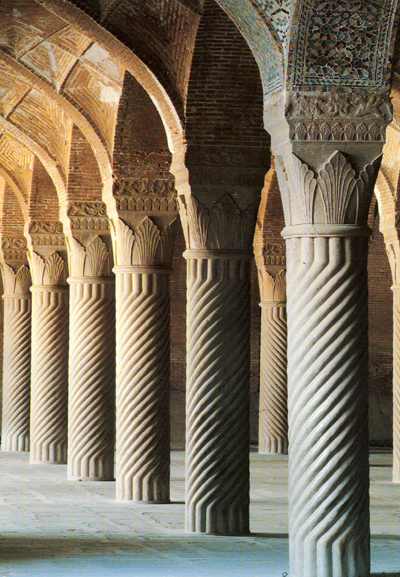
Die Vakil-Moschee in Schiras, erbaut unter der Zand-Dynastie

Die Zand-Dynastie war ein iranisches Herrscherhaus, das 1748–1794 in Persien regierte und entweder aus den kurdischen Lak oder aus den Luren hervorging.
Nach der Ermordung Nadir Schahs 1747 brachen erneut Machtkämpfe in Persien aus. In diesen setzte sich Karim Khan-e Zand (1748–1779) in Südpersien durch und machte Schiras zu seiner Residenz. Bis 1762 wurde auch Aserbaidschan unterworfen, sodass sich die Afschariden nur noch in Chorasan behaupten konnten.
Durch eine gerechte Steuerpolitik, den Ausbau der Bewässerungsanlagen und die Förderung des Indienhandels kam es unter der Herrschaft Karim Khans zu einem bedeutenden wirtschaftlichen Aufschwung in Persien. Auch entwickelte sich Schiras durch die Förderung der Zand-Fürsten zu einem bedeutenden Kulturzentrum. Karim Khan titulierte sich nicht als Schah, sondern nahm als Regent des Safawiden Ismail III. den Stellvertreter-Titel Vakīl an. Daher tragen die unter den Zand-Fürsten errichteten Bauwerke unter anderem die Bezeichnungen Vakil-Moschee und Vakil-Basar.
Unter seinen Nachfolgern wurde die Dynastie durch interne Machtkämpfe und den Abfall der turkmenischen Stämme im nördlichen Persien erheblich geschwächt. 1788 eroberten die turkmenischen Kadscharen unter Aga Mohammed Khan Schiras nach dem Verrat des dortigen Statthalters. Lotf Ali Khan setzte seinen Widerstand jedoch von Kerman aus fort. Als 1794 auch diese Stadt an die Kadscharen fiel, erfolgte die endgültige Beseitigung der Zand-Dynastie. Bei der Eroberung wurden 20.000 Männer geblendet, Frauen und Kinder versklavt.